# في مجمع جوجل بليكس (كتاب)

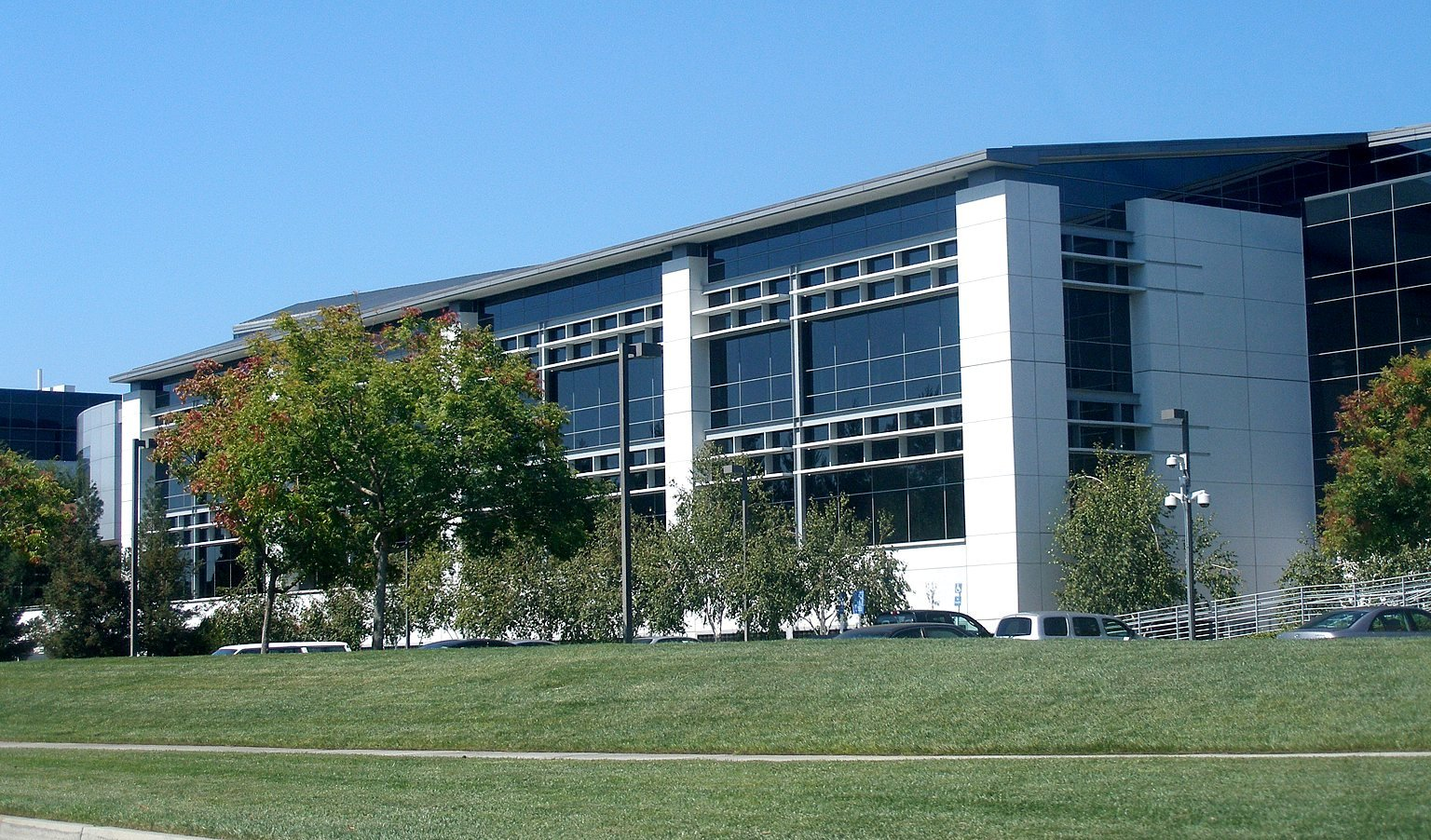
الجانب الجنوبي من جوجل بليكس

كتاب في مجمع جوجل بليكس، كيف يفكر غوغل، يعمل، ويشكل حياتنا (بالإنجليزية: In The Plex: How GoogleThinks، Works، and Shapes Our Lives)‏ هو كتاب صدر عام 2011 بقلم مراسل التكنولوجيا الأمريكي ستيفن ليفي. ويغطي نمو شركة جوجل من بداية مشروعها الأكاديمي في جامعة ستانفورد إلى الشركة التي تتداول مليارات الدولارات الإعلانية طويلة الاجل، وتشكل التبادل المركزي للمعلومات على الإنترنت، وقد نمت بحلول ذلك الوقت بالفعل إلى 24000 موظفًا.

## الملخص
محتويات الكتاب
- العالم حسب مفهوم جوجل: سيرة محرك البحث
- اقتصاد جوجل:[2] فك الشيفرة في أرباح الإنترنت
- لا تكن شريرًا: كيف قامت جوجل ببناء ثقافتها
- سحابة جوجل الرقمية: إنشاء مراكز بيانات تحتوي على كل ما تمت كتابته على الإطلاق
- التفكير خارج الصندوق: شركة جوجل موبايل وشركة تلفزيون وأفلام جوجل بلاي
- جوجل الصين : معضلة شركة جوجل الأخلاقية في الصين.
- Google.gov: هل ما هو جيد لجوجل، أم جيد للحكومة، أم للجمهور؟
- خاتمة: مطاردة المصابيح الخلفية

## الاستقبال
كتبت سيفا فايدهياناثان المراسلة  في واشنطن بوست: «حاول آخرون جعل عمليات حل المشكلات في جوجل مفهومة وجذابة. لقد تفوق ليفي عليهم جميعًا. لقد أنتج أكثر الكتب إثارة للاهتمام حول جوجل. إنه يجعل أكبر التحديات الفكرية لعلوم الكمبيوتر تبدو ممتعة ورائعة بلا حدود.»  يلخص مراجعات كيركس الكتاب على النحو التالي: «ريبورتاج رائع يتم تسليمه بطريقة مبهجة وغنية بالمعلومات والتي اشتهر بها ليفي جيدًا.»

## روابط خارجية
- مقابلة مع Levy on In the Plex ، 6 أبريل 2011 ، C-SPAN